# Nokia 1200
Nokia 1200 – telefon wyprodukowany przez firmę Nokia z monochromatycznym wyświetlaczem.

## Ogólne
- System GSM: 900, 1800

### Wymiary
102x44.1x17,5
- Waga: 77 gramów

## Bateria
- litowo-jonowy (LiIon)
- pojemność: 700 mAh

## Komunikacja
- SMS
  - Słownik T9
- Głośnomówiący

| Czas     | Liczba |
| -------- | ------ |
| Czuwania | 390    |
| Rozmów   | 7      |

## Inne
- Alarm wibracyjny
- 200 kontaktów
- 60 wiadomości SMS
- Zegarek
- Budzik
- Stoper
- Minutnik
- Dzwonki polifoniczne 32 kanałowe, MP3